# Maciej Geller

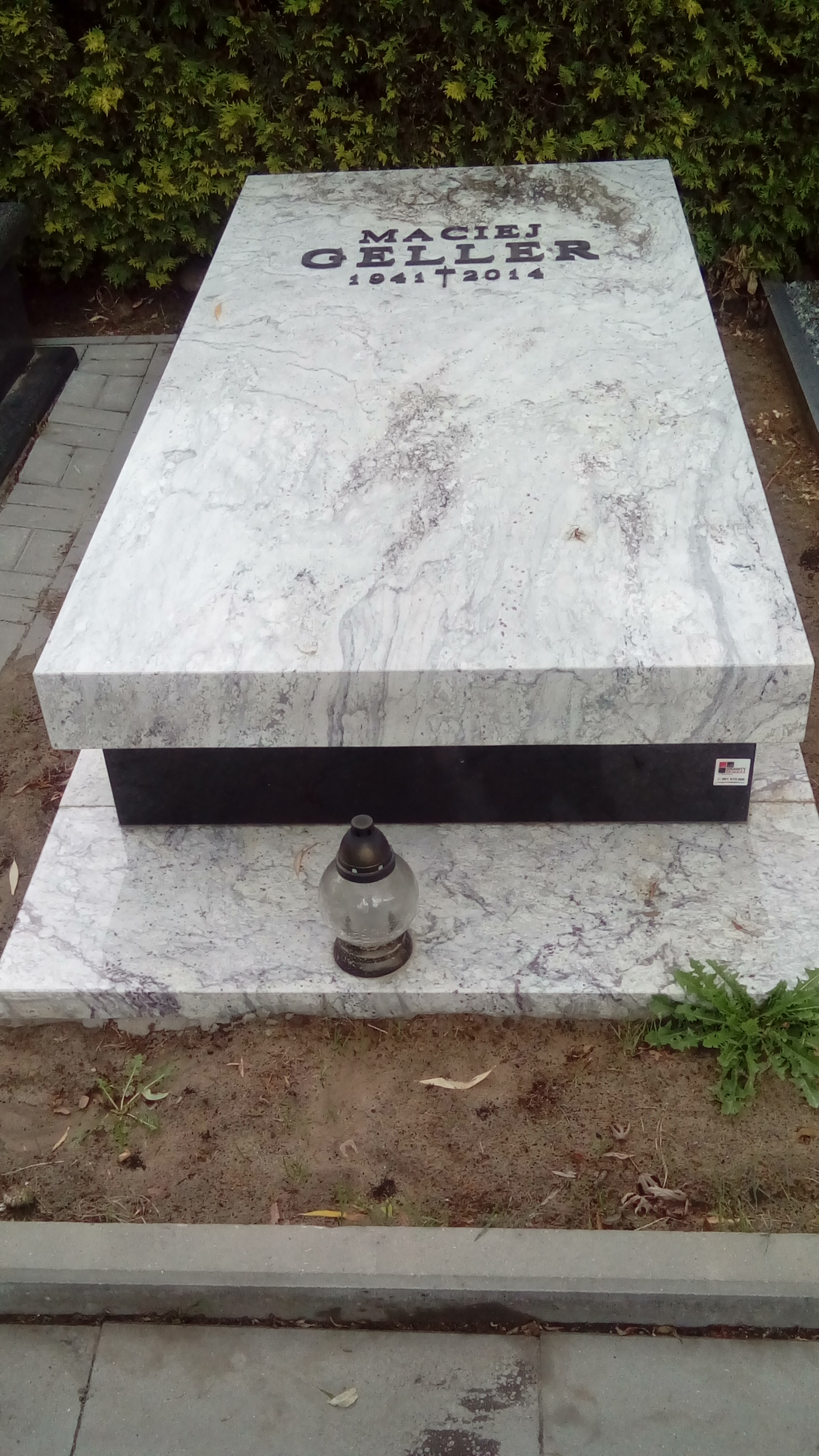
Grób Macieja Gellera na cmentarzu Wojskowym na Powązkach w Warszawie

Maciej Mikołaj Geller (ur. 6 grudnia 1941 w Warszawie, zm. 20 stycznia 2014) – polski fizyk, doktor habilitowany nauk fizycznych, nauczyciel akademicki, działacz opozycji w okresie PRL, popularyzator nauki, dyrektor Warszawskiego Festiwalu Nauki.

## Życiorys
W 1964 ukończył studia na Wydziale Fizyki Uniwersytetu Warszawskiego. W 1969 został absolwentem studiów doktoranckich, z przyczyn politycznych doktorat obronił dopiero w 1978. W 1995 na podstawie rozprawy zatytułowanej Dynamiczne właściwości strukturalne centrum aktywnego enzymu elastazy badane metodą dynamiki molekularnej uzyskał stopień naukowy doktora habilitowanego nauk fizycznych w zakresie biofizyki.
Pracę zawodową rozpoczął w połowie lat 60. w nowo utworzonej Katedrze Biofizyki na macierzystym uniwersytecie. W marcu 1968 uczestniczył w protestach studenckich, w 1969 przez kilka miesięcy był tymczasowo aresztowany, zwolnienie uzyskał na mocy amnestii. Został zwolniony z pracy, do 1973 pozostawał bez stałego zatrudnienia. W 1977 został współpracownikiem Komitetu Obrony Robotników i następnie Komitetu Samoobrony Społecznej „KOR”. Od 1979 współpracował z Polskim Porozumieniem Niepodległościowym. W 1980 wstąpił do „Solidarności”, przewodniczył komisji zakładowej na UW, krótko kierował w 1981 Ogólnopolskim Komitetem Porozumiewawczym Nauki. Po wprowadzeniu stanu wojennego przewodniczył niejawnym strukturom związku na uczelni, zajmował się dystrybucją na UW wydawnictw drugiego obiegu.
Zawodowo od 1973 ponownie związany z Uniwersytetem Warszawskim, od 1983 jako pracownik naukowy Wydziału Fizyki. Pod koniec lat 80. był stypendystą Texas A&M University w College Station. W 1997 został dyrektorem Warszawskiego Festiwalu Nauki.
Współtwórca i w latach 2002–2004 prezes Stowarzyszenia przeciw Antysemityzmowi i Ksenofobii „Otwarta Rzeczpospolita”.
Pochowany na cmentarzu Wojskowym na Powązkach w Warszawie (kwatera FIV/tuje/8).

## Odznaczenia i wyróżnienia
W 2012 prezydent Bronisław Komorowski, za wybitne osiągnięcia w pracy naukowo-badawczej i działalności dydaktycznej, za zasługi na rzecz nauki w Polsce i na świecie oraz wspieranie międzynarodowej współpracy naukowej, odznaczył go Krzyżem Komandorskim Orderu Odrodzenia Polski. W 2009 prezydent Lech Kaczyński, za wybitne zasługi w działalności na rzecz przemian demokratycznych w Polsce, za osiągnięcia w podejmowanej z pożytkiem dla kraju pracy zawodowej i społecznej, nadał mu Krzyż Oficerski tego orderu.
W 1998 został wyróżniony Nagrodą im. Profesora Hugona Steinhausa, a w 2005 Nagrodą PTF im. Krzysztofa Ernsta za Popularyzację Fizyki.